# Gedenkstätte Gloria Victis

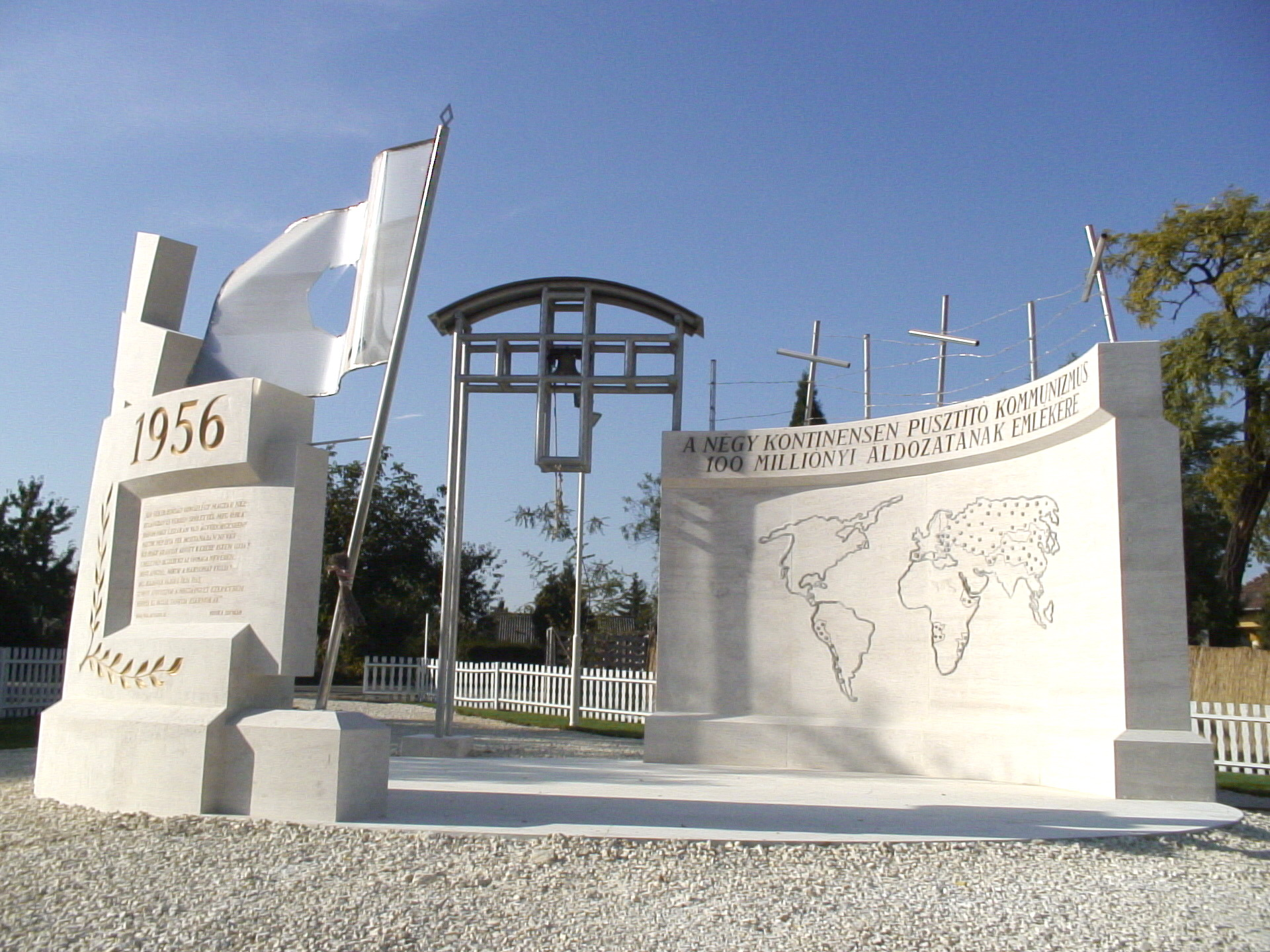
Das zentrale Denkmal

Die Gedenkstätte Gloria Victis wurde anlässlich des 50. Jahrestages des ungarischen Volksaufstandes von 1956 zu Ehren der 100 Millionen Opfer des Weltkommunismus errichtet. Sie befindet sich in der Großgemeinde Csömör, am nordöstlichen Stadtrand von Budapest.

## Einweihung

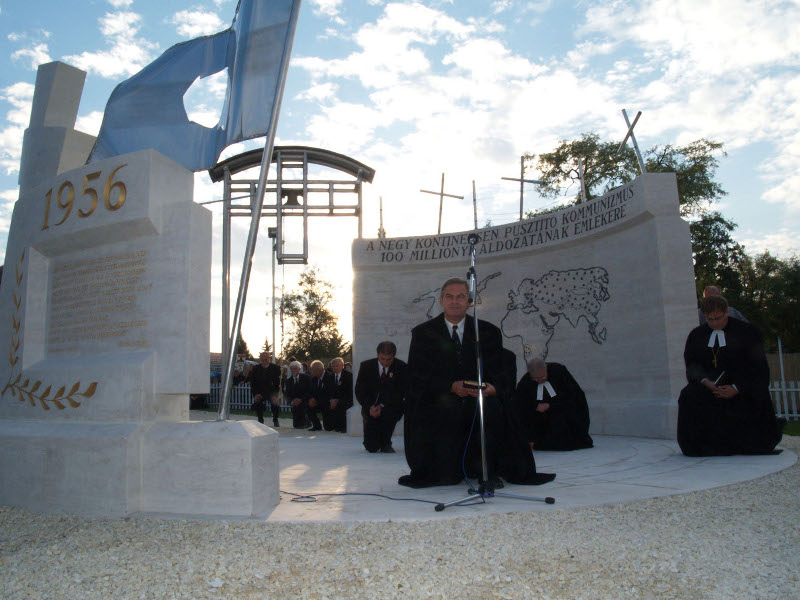
Gebet – vorne Bischof Tőkés

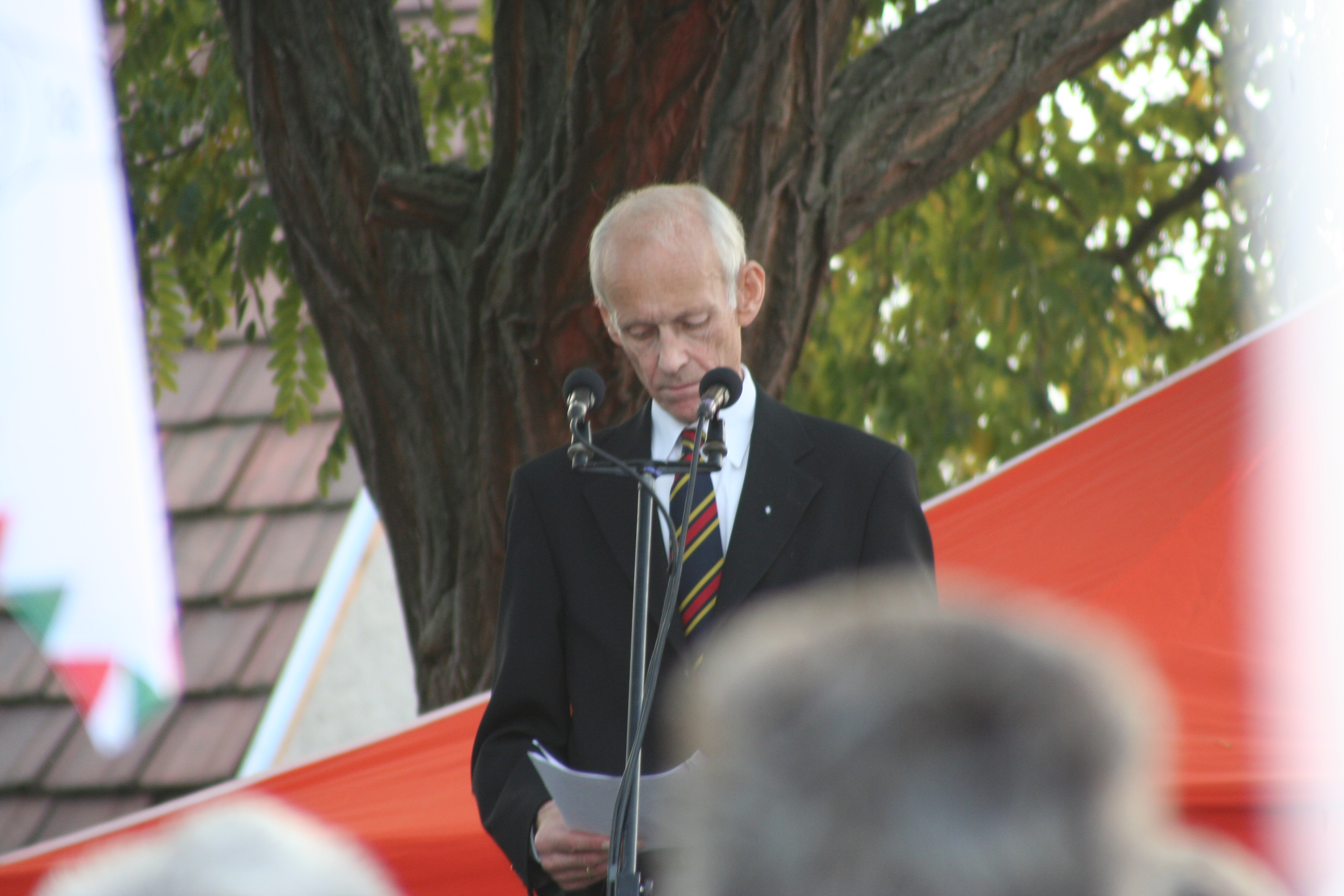
Wilhelm von Gottberg

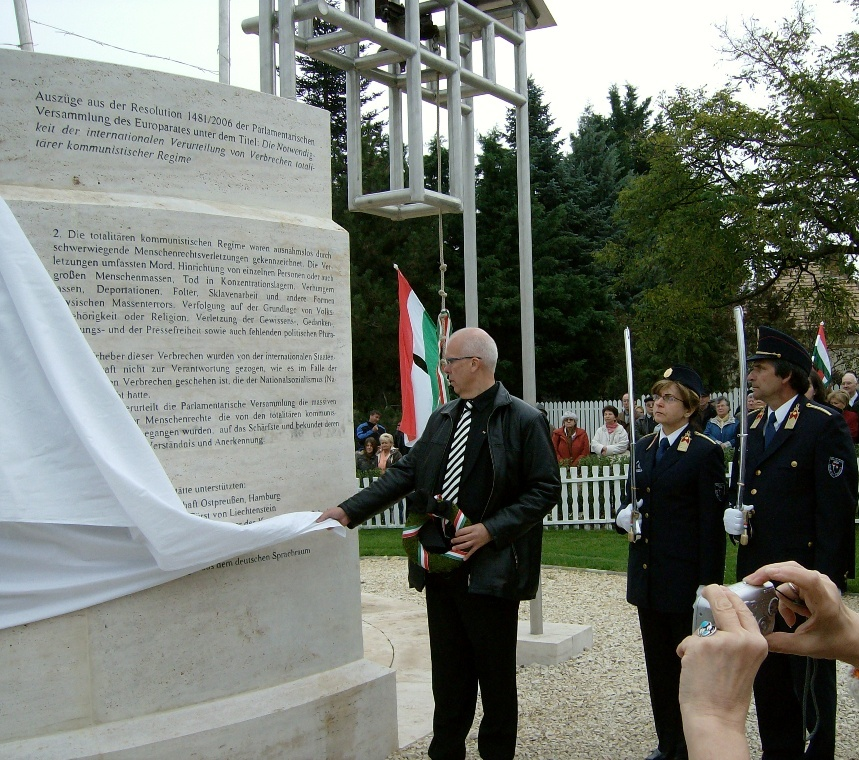
Göran Lindblad übergibt den eingravierten Text der Resolution 1481/2006

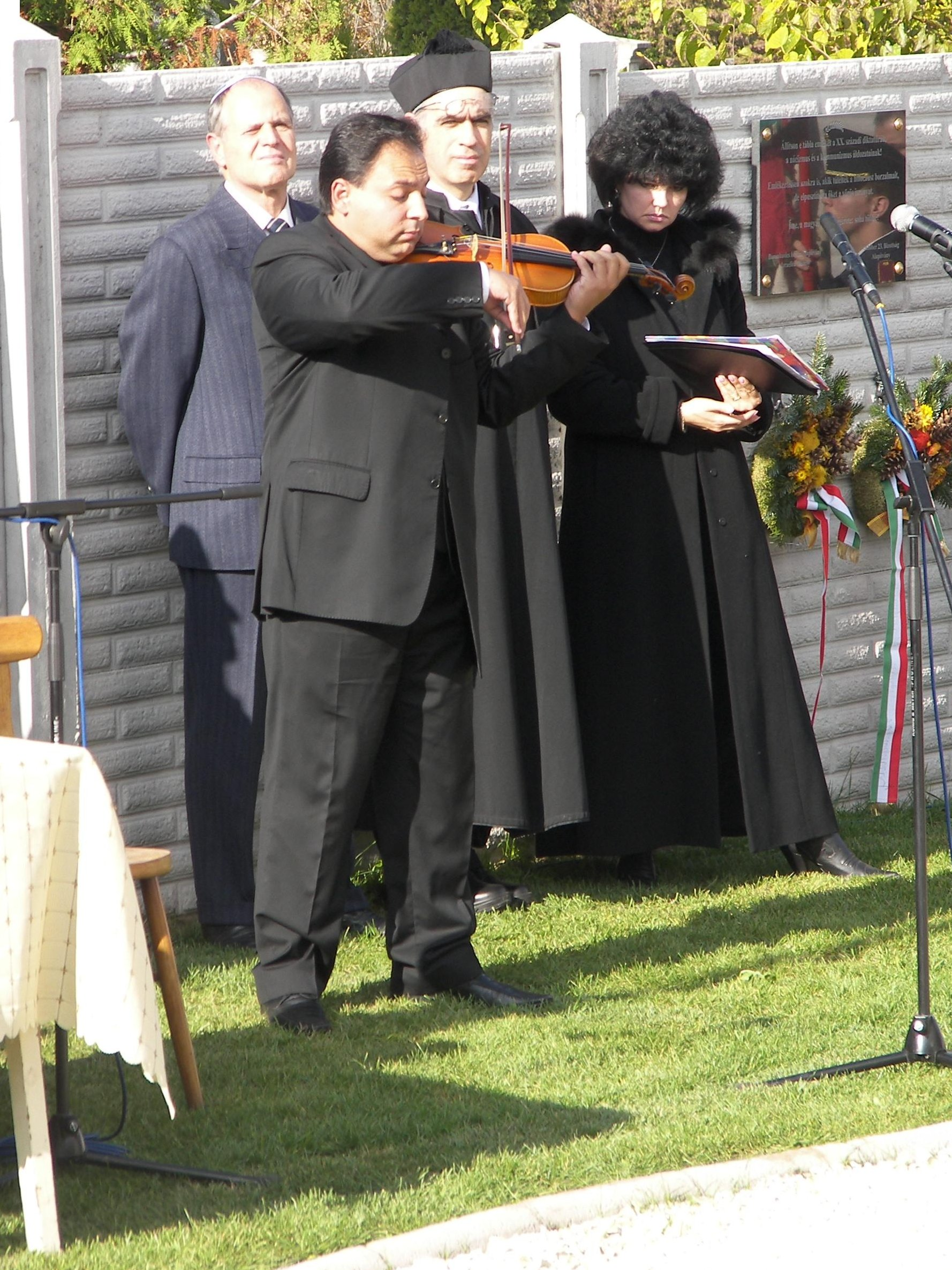
Jüdischer Kantor und Zigeuner-Geigenvirtuose vor der Gedenktafel der jüdischen und Roma Opfer des Kommunismus

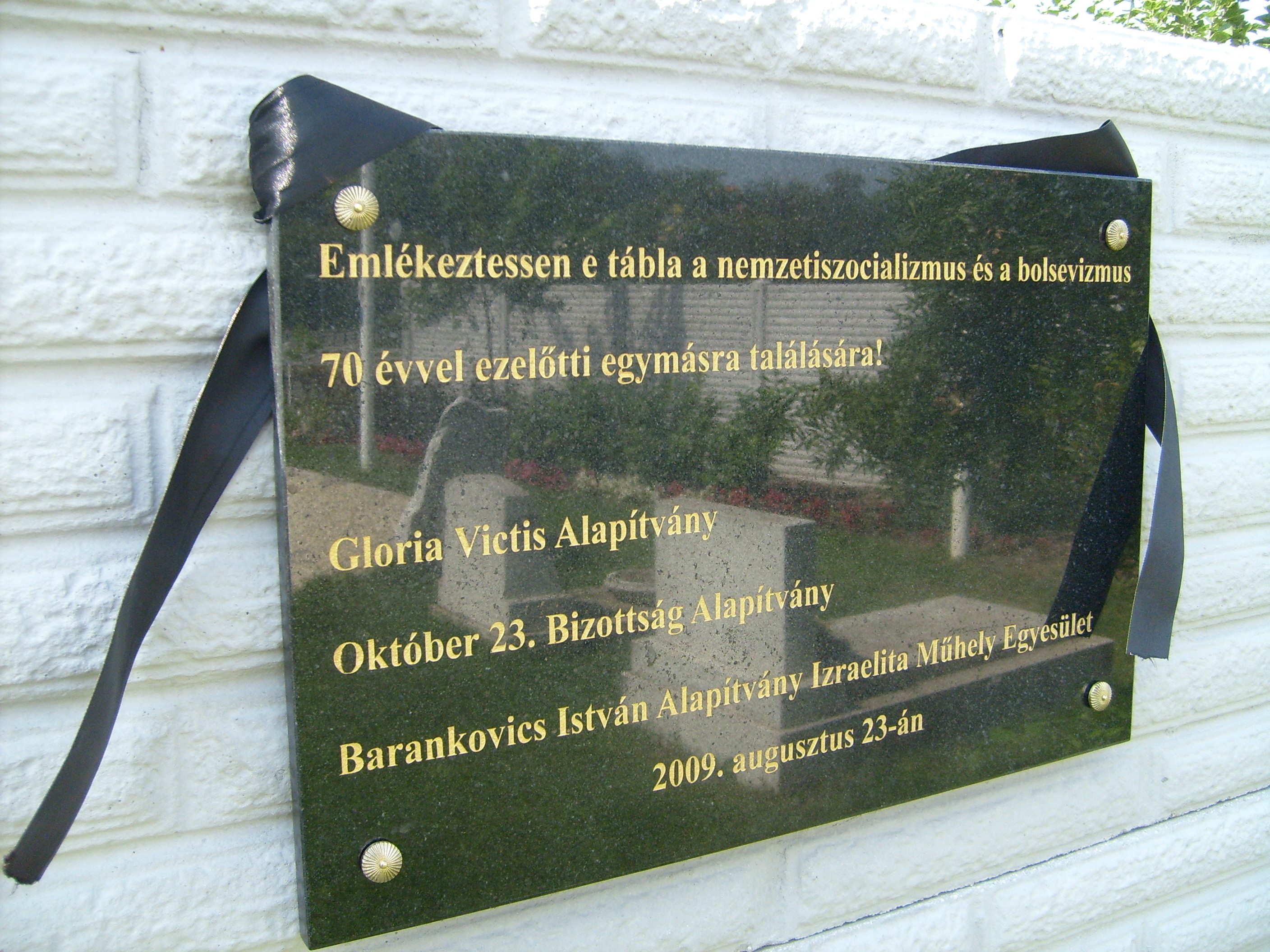
Mahntafel zur Erinnerung an das Molotow-Ribbentrop-Abkommen 1939

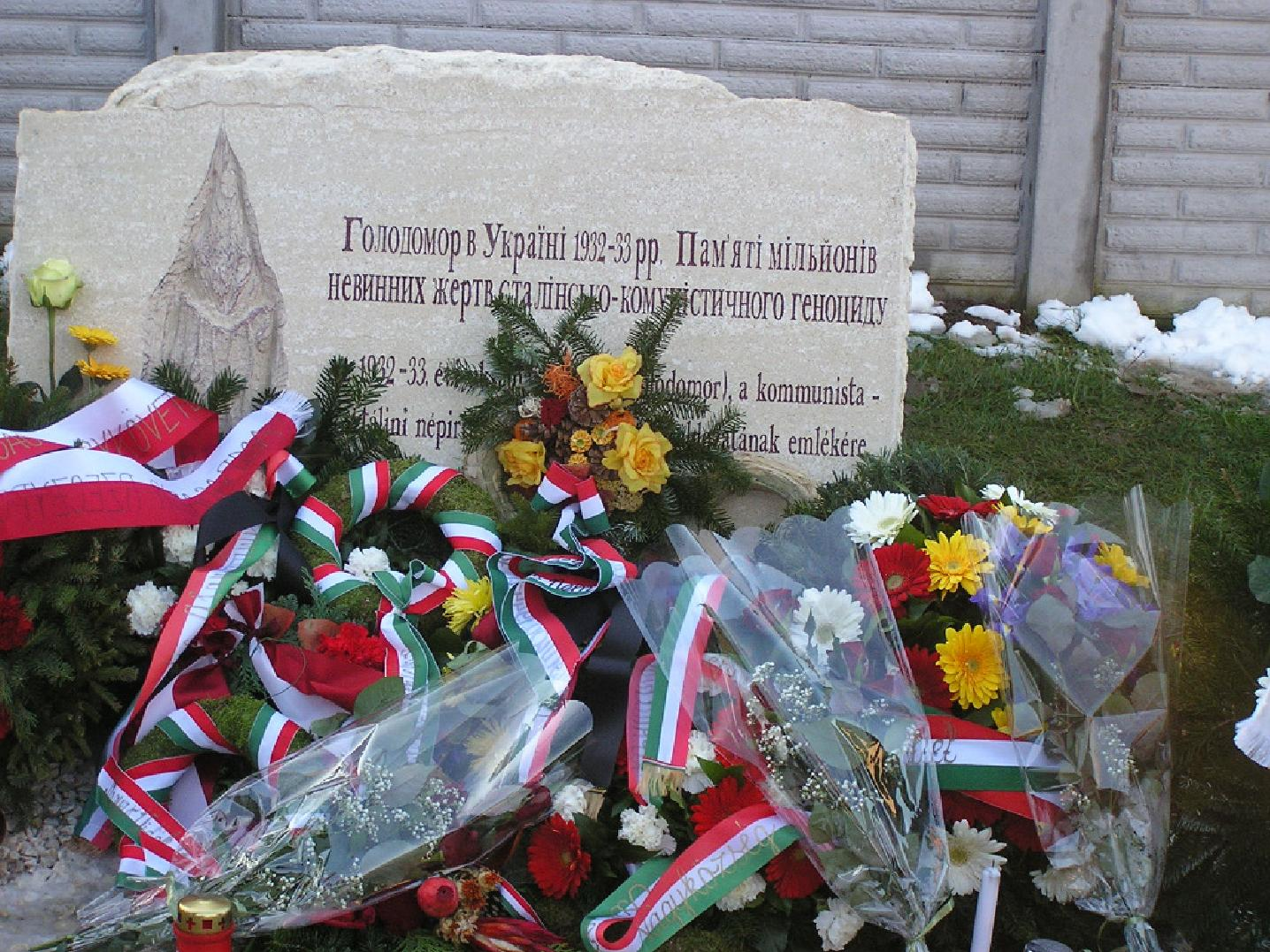
Holodomor-Gedenkstein

An der Einweihung des mit dieser Themenstellung ersten Mahnmals im Oktober 2006 nahmen neben vielen ausländischen Gästen und für Ungarn bedeutsamen Antikommunisten, wie z. B. László Tőkés auch eine Delegation der deutschen „Bundesstiftung zur Aufarbeitung der SED-Diktatur“ unter Leitung von Rainer Eppelmann, der Bundesvorsitzende der Landsmannschaft Ostpreußen, Wilhelm von Gottberg und eine kleine Abordnung der IGMH Mannheim teil. Schirmherr der Einweihungsfeier war Viktor Orbán.

## Beschreibung
Der zentrale Teil der Gedenkstätte ist das Zwillingsmonument. Es ist ein Werk des Gödöllőer Bildhauers János Víg. Das im Auftrag der Gemeinnützigen Stiftung Gloria Victis aus türkischem Kalkstein erschaffene Denkmal wurde aus öffentlichen Spenden und mit Hilfe des Bürgermeisteramtes der Großgemeinde Csömör erbaut. Es besteht aus den folgenden beiden Hauptteilen:
Einer Bogenmauer („Weltmauer“) zur Darstellung der Dimensionen der Verwüstungen des Kommunismus auf vier Kontinenten. Diese wird ergänzt von einem unregelmäßigen, die unmenschlichen Lagerumstände versinnbildlichenden Stacheldrahtzaun, den auf der Mauer symbolisch für die Opfer angebrachten Stahlkreuzen sowie einem an das Mauerwerk anschließenden Glockenturm. An der Rückseite der Bogenmauer ist auszugsweise in drei Sprachen (ungarisch, englisch, deutsch) die Resolution Nr. 1481 der Parlamentarischen Versammlung des Europarates vom 25. Januar 2006 über die „Notwendigkeit einer internationalen Verurteilung der Verbrechen totalitärer kommunistischer Regime“ zu lesen.
Dieser Weltmauer gegenüber liegt in Form eines „Flaggenschiffs“ das bogenförmige Denkmal der 1956er Revolution, die – wenn auch nur für kurze Zeit, aber mit nachhaltiger Wirkung – dem Kommunismus Einhalt gebot. Die hierbei gewählte schräge Darstellung des christlichen Kreuzsymbols weist darauf hin, dass Ungarn 1956 das Kreuz des Kampfes gegen die menschenverachtende Ideologie auf sich genommen hat. Aus diesem Bereich heraus und in Edelstahl gefertigt, ragt die Revolutionsfahne. Anstelle des kommunistischen Wappens ist sie jedoch mit einem Loch in der Mitte versehen.
Die Mahnstätte integriert neben einem Holodomor-Gedenkstein, auch eine ungarisch-polnischsprachige Gedenktafel, die an den Massenmord an polnischen Offizieren in Katyn erinnert, sowie eine Gedenktafel zum Andenken an die zahlreichen jüdischen und Roma Opfer des Kommunismus und eine Mahntafel zur Erinnerung an den Hitler-Stalin-Pakt.

## Anerkennende Worte
„Ich begrüße es sehr, dass Sie damit auf das unermessliche Leid dieser Opfer hinweisen.“ – Alois Erbprinz von Liechtenstein
„Im Bemühen, die Zeit der sozialistischen und kommunistischen Diktaturen in den ehemaligen Ostblockstaaten aufzuarbeiten und diese objektiv darzustellen, wissen sich viele Thüringer Bürger und die Thüringer Landesregierung mit Ihnen in Übereinstimmung.“ – Thüringer Staatskanzlei
„Die Landsmannschaft Ostpreußen hält die Einrichtung einer derartigen Gedenkstätte für dringend geboten.“ – Landsmannschaft Ostpreußen
„Die Niedersächsische Landesregierung begrüßt die Zielrichtung Ihres Vorhabens, den Opfern des Kommunismus zu gedenken. Es ist notwendig, dass die vom System des Kommunismus benachteiligten Menschen für ihren Einsatz für Freiheit und Demokratie angemessen gewürdigt werden.“ – Niedersächsische Staatskanzlei
„Ich erachte die Proklamation der Vertreter aller bürgerlichen Organisationen der Gemeinde Csömör, die auf beide totalitären Diktaturen des 20. Jahrhunderts Bezug nimmt, als wichtigen Beitrag zur Vergangenheitsbewältigung.“ – Roland Koch, damaliger Hessischer Ministerpräsident
„Ihr Einsatz für das Andenken an die Opfer des Weltkommunismus ist eine sehr wichtige Aufgabe. Eine Gedenkstätte ist sicherlich eine sehr gute und angemessene Form, um dem Vergessen vorzubeugen und den Opfern feierlich zu gedenken.“ – Senatskanzlei der Freien und Hansestadt Hamburg
„Wir hoffen, dass die Kuratoriumsmitglieder der Stiftung Gloria Victis die Kraft und die Geduld aufbringen diese Arbeit langfristig fortzusetzen.“ – Stiftung zur Aufarbeitung der SED-Diktatur, Berlin
„Wir wissen sehr genau, das wir in Ungarn wieder Menschen gefunden haben, die genau wissen, dass der Kommunismus zu jeder Zeit bekämpft werden muss – aber auch die Bevölkerung aufgeklärt werden muss. Dazu wird das Denkmal ohne Zweifel sehr gut beitragen.“ – Verband Politisch Verfolgter des Kommunismus e.V., Sitz Langenhagen
„Unser gemeinsames Europa hat nur dann eine Zukunft, wenn es sich seiner oft dunklen Vergangenheit und der Bedeutung von Recht und Freiheit bewusst ist. Ich bin daher sicher, dass diese Gedenkstätte einen substantiellen Beitrag zur Aufarbeitung der kommunistischen Diktaturen leisten wird.“ – Frau Benita Ferrero-Waldner, damalige EU-Kommissarin für Außenbeziehungen
(Quelle:)